# Al-Mustakfi
Abu’l-Kasim ʿAbdallah ibn ʿAla ibn Aḥmad ibn Ṭalḥa ibn Dżaʿfar ibn Muḥammad ibn Harun al-Mustakfi bi’llah (arab. ‏أبو القاسم عبد الله بن علي‎), znany lepiej jako Al-Mustakfi bi’llāh (arab. ‏المستكفي بالله‎, "Pragnący zadowolić się samym Bogiem"; ur. 11 listopada 908 w Bagdadzie, zm. we wrześniu 949 tamże) – dwudziesty drugi kalif Abbasydów.

## Życiorys

### Wczesne życie
Abdallah urodził się 11 listopada 908 roku w Bangladeszu. Jego ojcem był siedemnasty kalif dynastii Abbasydów, Al-Muktafi, którego kalifat trwał od 902 do 908 roku. Matką Abdallah była Ghusn, konkubina ojca greckiego pochodzenia. Łącznie Abdallah miał ośmioro braci. Był miłośnikiem sportów i gier, a także zwolennikiem napojów fermentowanych (nabidh). Utrzymywał również dobre relacje z szyitami i miejskimi włóczęgami i wojownikami, nazywanymi ajjarami. Kontakty te były zniewagą dla pobożniejszych warstw społeczeństwa.

### Upadek kalifatu Abbasydów
W latach trzydziestych X wieku potężny niegdyś kalifat Abbasydów upadł. Jego finanse upadły w ruinę, a prowincje zostały przejęte przez Hamdanidów, Baridów, Bujidów, a także różnych militarnych despotów. Wszyscy rywalizowali o kontrolę nad stolicą kalifatu, Bagdadem, i o tytuł amir al-umara (głównodowodzący), który zapewniał faktyczną kontrolę nad rządem Abbasydów. Jednocześnie sama dynastia Abbasydów była pochłonięta rywalizacjami i walkami wewnętrznymi, głównie między potomkami Al-Muktafiego z jednej strony a potomkami jego brata i następcy, Al-Muktadira z drugiej. Za czasów syna Al-Muktadira, Ar-Radiego, trzech synów Al-Muktafiego zostało straconych lub uwięzionych, podczas gdy kalif sam musiał stawić czoła wyzwaniom ze strony dwóch własnych braci i innych pobocznych książąt Abbasydów.
Brat kalifa Ar-Radiego, Al-Muttaki, został wyniesiony na tron. Kalif ten starał się odzyskać władzę w Bagdadzie, jednak nadaremnie. Oddał się w ręce Tuzuna, tureckiego generała, który złożył najświętsze przysięgi, że będzie służył prawdziwie i wiernie. Jednak wkrótce potem pozbawił go władzy i oślepił. Tego samego dnia Tuzun ustanowił kuzyna byłego kalifa swoim następcą, nadając mu tytuł Al-Mustakfi. Miał on wtedy 41 lat.

### Kalifat Al-Mustakfiego
Celem kalifa było przywrócenie linii jego ojca do tronu. Z tego powodu Al-Mustakfi celowo nawiązywał do swego ojca: ich imiona kalifów brzmią podobnie, a w trakcie wjazdu do Bagdadu miał ubrane ceremonialne nakrycie głowy, które należało do jego ojca (qalansuwa). Szybko mianował swojego syna, Muhammada ibn Al-Mustakfiego, następcą tronu.
W rzeczywistości nowy kalif był marionetką w rękach wojsk tureckich, stojąc w obliczu pustego skarbca, a chaos i ubóstwo zagrażały nawet Bagdadowi głodem. Jedyną swobodą manewru politycznego, jaka pozostała kalifom tego okresu, był wybór, z którym z sąsiadujących wodzów wojennych zawrzeć sojusz. Dla wodzów wojennych kalif był źródłem legitymizacji, a bystry kalif mógł zmieniać swoje poparcie pomiędzy różnymi wodzami wojennymi w taki sam sposób, w jaki jego poprzednicy wcześniej zmieniali swoich wezyrów.

### Upadek i śmierć
Siły Bujidów  wkroczyły do Bagdadu bez oporu. 21 grudnia 945 roku Al-Mustakfi został zmuszony do uznania autorytetu Bujidów. Ponieważ Al-Mustakfi znajdował się teraz pod kontrolą Bujidów, Hamdanidzi natychmiast przestali uznawać go za kalifa i ogłosili wierność byłemu kalifowi Al-Muttakiemu. 29 stycznia 946 roku (lub 9 marca według innych źródeł) Al-Mustakfi został zdegradowany. Bujidzi wyznaczyli nowego kalifa Al-Mutiego. Nie mając żadnej realnej władzy, nowy kalif był w rzeczywistości marionetkowym władcą, który przyznał reżimowi Bujidów legitymację. Po zawarciu porozumienia pokojowego latem 946 roku Hamdanidzi uznali Al-Mutiego za kalifa, ale na wschodzie Samanidzi nadal uznawali Al-Mustakfiego za kalifa do 955 roku.
Al-Mustakfi został oślepiony, najwyraźniej jako akt zemsty zainicjowany przez al-Mutiego i spędził resztę życia jako więzień w pałacu kalifatu, gdzie zmarł we wrześniu 949 roku.